# Devil City Angels
I Devil City Angels sono un supergruppo hard rock statunitense formato nel 2014 dal chitarrista Tracii Guns (L.A. Guns), il batterista Rikki Rockett (Poison), il bassista Eric Brittingham (Cinderella) e il cantante e chitarrista ritmico Brandon Gibbs (Cheap Thrill).
L'album omonimo di debutto è stato pubblicato l'11 settembre del 2015. Pochi mesi prima dell'uscita del disco, Eric Brittingham viene sostituito al basso da Rudy Sarzo, il quale verrà sostituito nuovamente da Brittingham nel 2021.

## Formazione

### Formazione attuale
- Brandon Gibbs - voce, chitarra
- Tracii Guns - chitarra
- Eric Brittingham - basso
- Rikki Rockett - batteria

### Ex componenti
- Rudy Sarzo - basso

## Discografia
- Devil City Angels (2015)